# Oued El Ma
Oued El Ma (em árabe: وادى الماء) é uma cidade localizada na província de Batna, no noroeste da Argélia. Sua população era de 20 288 habitantes, em 2008.